# Nevegal (formaggio)
Il Nevegàl è un formaggio di latte vaccino prodotto in provincia di Belluno.

## Storia
Trae il nome dall'alpe del Nevegal, dove furono avviate le prime produzioni da alcune latterie turnarie. Oggi è divenuto uno dei formaggi bellunesi più diffusi ed è facilmente reperibile in tutto il Veneto.

## Produzione
Il latte di partenza proviene da vacche di razza bruna italiana e bruna alpina. Viene riscaldato fino a 30 °C, quindi, dopo l'aggiunta di caglio in polvere, viene lasciato coagulare per 40 minuti.
La cagliata è rotta in granuli di piccole dimensioni e cotta a 40 °C per 40 minuti. La massa viene quindi distribuita nelle fascere e lasciata riposare un giorno, per poi essere posta in salamoia per un altro giorno. Infine, viene lasciato maturare per circa un mese in un locale fresco e umido.

## Descrizione e usi
Le forme hanno diametro di 25-30 cm, scalzo di 5-7 cm e peso di circa 4 kg. La crosta è pressoché inesistente. La pasta, semidura, è di colore giallo paglierino chiaro e presenta occhiatura piccola e diffusa. Ha profumo intenso e sapore molto delicato.
Risulta particolarmente indicato per la cottura e può pertanto trovare numerose applicazioni in gastronomia.